# Răsărit de soare la Castelul Norham
Răsărit de soare la Castelul Norham este o pictură în ulei pe pânză a pictorului englez J. M. W. Turner, realizată în jurul anului 1845. Tabloul înfățișează Castelul Norham, cu vedere spre râul Tweed, granița dintre Anglia și Scoția. Tabloul a fost lăsat moștenire Galeriei Naționale de Artă Britanică (în prezent Tate Britain) ca parte a Moștenirii Turner în 1856. A rămas în această colecție până în prezent. A fost una dintre ultimele picturi ale artistului și se încadrează în perioada sa „modernistă”. Această lucrare este bine cunoscută pentru atenția lui Turner la lumina din zori și silueta atenuată pe care o prezintă.

## Context
Norham este un sat din Northumberland, Anglia, la granița dintre Anglia și Scoția. Castelul a fost o fortăreață cheie cu vedere spre râul Tweed și a fost frecvent atacat de scoțieni. Turner a vizitat castelul și ținutul din jur în 1797. În urma călătoriei sale, Turner a creat acuarela Castelul Norham: Răsărit de soare, care a fost expusă la Academia Regală de Arte în 1798, fiind apreciată de critici. Turner a revizitat ruinele în 1801. În 1806, Turner a început să lucreze la Liber Studiorum, o colecție de gravuri monocrome de peisaje. Răsărit de soare la Castelul Norham a făcut parte dintr-o serie de retușuri color neterminate ale acestor imprimări. Sursa pentru această pictură în special a fost placa nr. 57, Norham Castle on the Tweed, publicată în 1816.

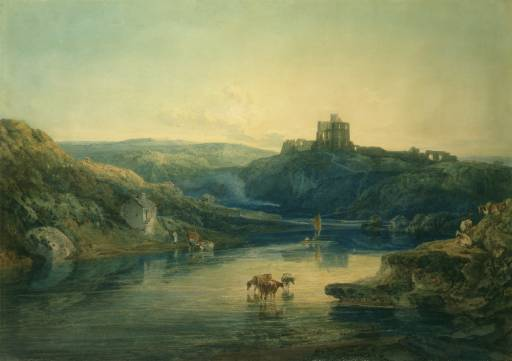
Răsărit de soare la Castelul Norham, circa 1798
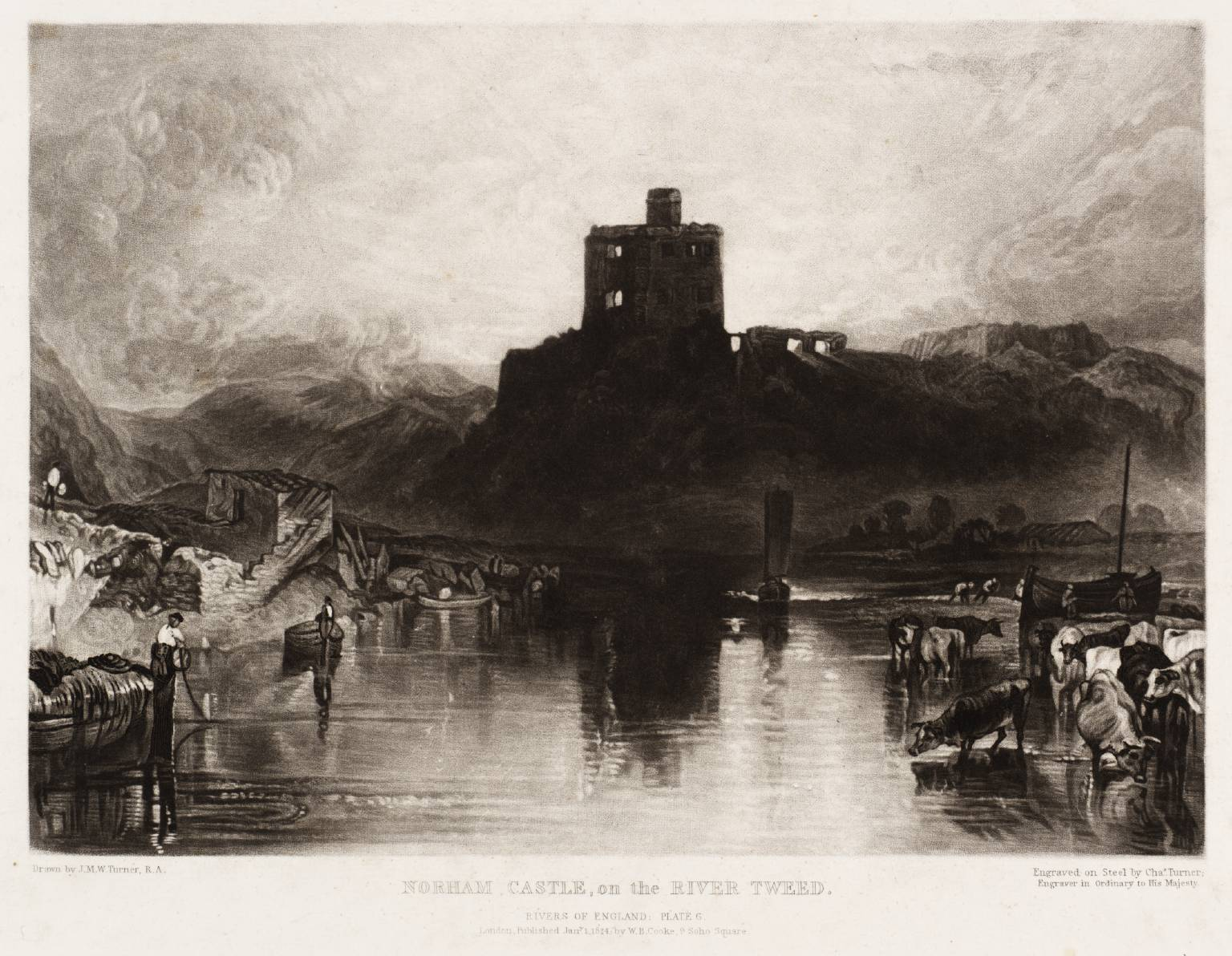
Castelul Norham pe râul Tweed, circa 1816

Până la sfârșitul carierei sale, Turner a creat șase versiuni diferite ale acestui tablou și s-a întors la Castelul Norham de mai multe ori pentru a reflecta asupra operei și vieții sale.